# Pontelatone
Pontelatone é uma comuna italiana da região da Campania, província de Caserta, com cerca de 1.881 habitantes. Estende-se por uma área de 30 km², tendo uma densidade populacional de 63 hab/km². Faz fronteira com Bellona, Camigliano, Capua, Castel di Sasso, Formicola, Liberi, Roccaromana.

## Demografia
| Variação demográfica do município entre 1861 e 2011                               |
|                                                                                   |
| Fonte: Istituto Nazionale di Statistica (ISTAT) - Elaboração gráfica da Wikipedia |